# Domnall mac Gilla Pátraic
Domnall mac Gilla Pátraic  (mort en 1087) est roi d'Osraige de la lignée des Mac Giolla Phádraig qui règne  1055 à 1087.

## Règne
Domnal succède à son père Gilla Pátraic mac Donnchada II en 1055 il règne pendant 31 ans selon la liste « Reges Ossairge » du Livre de Leinster et semble d'abord rechercher la paix avec ses voisins: 
Toutefois en 1067, mettant à profit un conflit entre le roi de Connacht Áed in Gai Bernaig Ua Conchobair et ses deux rois subordonnés Uí Briúin du royaume de Breifne et Uí Maine, Diarmait mac Mail na mBo avec ses alliés Toirdelbach Ua Briain et Dommnall Mac Gilla Patraic envahissent sans succès le Connaught, Ensuite les armées d'Osraige participent en 1076 à la grande coalition mise en œuvre par Toirdelbach Ua Briain et qui réunit le Munster, le Leinster le Connacht et les « Étrangers de Dublin » afin d'obtenir des otages des dynastes du nord de l'Irlande 
En 1084 Donnchadh Cael Ó Ruairc, souverain du Royaume de Breifne  est battu et tué le 4 des calendes de novembre dans l'actuel comté de Laois, lors de la bataille de Moin-Cruinneoige par les armées alliées de Muirchertach Ua Briain et de l'Osraige L'année suivante Kilkenny est en grande partie incendiée avant que Domhnall ne meurt en 1087 après une longue maladie

## Succession
Domnall mac Gilla Pátraic comme successeur son fils Donnchad mac Domnail qui est tué dès 1089 par ses propres sujets 
Les Annales d'Inisfallen mentionnent la mort d'un autre de ses fils  « Muirchertach fils de Domnall fils de Gilla Pátraic, Rigdama (héritier présomptif) d'Osraige » parmi les nombreuses victimes de la « grande pestilence »qui frappe l'Irlande en 1095 
Par ailleurs il est peut-être également le père de 
- Gilla Pátraic Rúad
- Cerball rí Deiscairt Osraighe  (1103-1113).

## Sources
- (en) T.W Moody, F.X. Martin et F.J. Byrne, A New History of Ireland IX Maps, Genealogies, Lists. A companion to Irish History part II, Oxford, Oxford University Press, 2011, 690 p. (ISBN 978-0-19-959306-4).
- Stokvis, Anthony Marinus Hendrik Johan, préface de H. F. Wijnman, Manuel d'histoire, de généalogie et de chronologie de tous les États du globe, depuis les temps les plus reculés jusqu'à nos jours, Israël, 1966, p. 272 Table n°28a Généalogie des rois d'Ossory
- (en) J.F. Shearman, « Loca Patriciana: Part XII. The Early Kings of Ossory: The Seven Kings of Cashel Usurpers in Ossory: The Kings of the Silmaelodra-Of the Clan Maelaithgen - Maelduin Mac Cumiscagh-Cearbhall Mac Dungal: The Anglo-Norman Invasion of OssoryMartin the Elder, a Patrician Missionary in Ossory: His Churches », The Journal of the Royal Historical and Archaeological Association of Ireland, vol. 4 no 33/34,‎ 1878, p. 336-408 (JSTOR 25506726) Consulté le 23 mars 2021
- (en) Bart Jaski, Genealogical tables of medieval Irish royal dynasties, Dublin, Four Courts Press, 2013 (ISBN 9781846824265), p. 127 Tableau-47 Osraige b.9th-12th c.